# 山本啓之
山本 啓之（やまもと ひろゆき、1984年〈昭和59年〉12月1日 - ）は日本の俳優。SRプロダクション所属。

## 来歴・人物
- 家族は両親と兄1人[1]。
- 特技は少林寺拳法、パントマイム、アクション[2]。
- 学生時代に演劇活動を始める[3]。
- 東京農業大学を中退している[1][4]。
- 2008年からワタナベエンターテイメントカレッジ（WEC）に通い演劇を学び[5]、同カレッジ在学中からSRプロダクションに所属している[6]。
- 2010年3月、ワタナベエンターテイメントカレッジを卒業[7]。

## 出演

### テレビドラマ
NHK
- 黒い十人の黒木瞳。 第3弾 第5話「デキる地黒の女」（2013年6月30日、BSプレミアム） - 川本 役
- 鼠、江戸を疾る 第2シリーズ 第2回（2016年4月21日、総合） - 大八車の男 役
- 歪んだ波紋 第2話（2019年11月10日、BSプレミアム） - 不動産屋 役
- タリオ 復讐代行の2人 第3話（2020年10月23日、総合・BS4K） - 吉原 役
- しもべえ 第6話（2022年3月16日、NHK総合）

日本テレビ系
- 裁判長っ!おなか空きました!（2013年） - 書記官 役
- 黒い十人の女 第4話・第7話（2016年10月20日・11月10日、読売テレビ制作） - 劇団絞り汁・団員 役
- 高嶺の花 第1話（2018年7月11日） - 警官 役

TBS系
- 内部調査官・水平直の報告書（2011年1月17日） - 麻酔科医 役
- MOZU Season1〜百舌の叫ぶ夜〜（2014年5月8日、TBS・WOWOW共同制作） - 公安警察官 役
- 集団左遷!! 第6話（2019年5月26日） - 部下 役
- ガールガンレディ第10話（2021年6月9日、毎日放送） - 警察官 役
- 金曜ドラマ DOPE 麻薬取締部特捜課 第1話（2025年7月4日）[8] - 警備員 役

テレビ朝日系
- 交渉人〜THE NEGOTIATOR〜 第2シリーズ 第5話（2009年11月19日） - 救急隊員 役
- 終着駅の牛尾刑事VS事件記者・冴子 第11話（2012年2月25日） - 刑事D 役
- Wの悲劇 第五幕（2012年5月24日） - 捜査員 役
- ショカツの女 新宿西署 刑事課強行犯係8（2013年12月14日） - 警官 役
- 事件救命医2〜IMATの奇跡〜（2014年6月15日） - 港東病院・臨床技士 役
- ゼロの真実〜監察医・松本真央〜（2014年） - 監察助手 役
- 家裁調査官・山ノ坊晃（2016年5月7日） - 警官B 役
- 特捜9
  - season2 第4話（2019年5月1日） - 宮崎刑事 役
  - final season 第6話（2025年5月14日）[9] - 警察官 役[10]
- Re:フォロワー 第3話（2019年10月20日、朝日放送制作） - 弁護士1 役
- 破天荒フェニックス 第3夜（2020年1月5日） - ベンチャーキャピタル社員 役
- M 愛すべき人がいて 第3話・第4話（2020年5月2日・6月13日、テレビ朝日・ABEMA共同制作） - A・VICTORY社員 役
- お花のセンセイ（2020年8月30日） - 記者1 役
- ケイジとケンジ、時々ハンジ。 第5話（2023年5月11日） - 石村哲也 役
- 金曜ナイトドラマ JKと六法全書 第6話（2024年5月24日）[11] - 主任検事 役

フジテレビ系
- 夢の見つけ方教えたる!2（2010年3月13日） - 教師 役
- わが家の歴史 第一夜（2010年4月9日） - クラブ『長い夜』客 役
- 絶対零度〜未解決事件特命捜査〜 Season1（2010年） - 科学捜査研究所・所員 役
- パーフェクト・リポート 第1話・第2話・第4話（2010年10月17日・24日・11月7日） - CTN・ニュース編集部員 役
- 大切なことはすべて君が教えてくれた（2011年） - 明稜学園高等学校教師 役
- マルモのおきて（2011年4月24日 - 7月3日） - あけぼの文具お客様相談室社員・安藤祐作 役
- 絶対零度〜未解決事件特命捜査〜Special（2011年7月8日） - 科学捜査研究所・所員 役
- 全開ガール（2011年） - 鮫島桜川法律事務所・弁護士 役
- 絶対零度〜特殊犯罪潜入捜査〜（2011年） - 特殊犯罪捜査対策室捜査支援分析班情報分析係 役
- マルモのおきてスペシャル（2011年） - あけぼの文具お客様相談室社員・安藤祐作 役
- HUNTER〜その女たち、賞金稼ぎ〜 第8話（2011年11月29日、関西テレビ制作） - 酒屋 役
- 早海さんと呼ばれる日 第1話・ 第7話 - 最終話（2012年1月15日・2月26日 - 3月18日） - トイモンド企画部・山下 役
- 早海さんと呼ばれる日 スペシャル 前編（2012年6月17日） - トイモンド企画部・山下 役
- ぼくの夏休み 第27話（2012年8月7日、東海テレビ制作） - ちえ子の元彼 役
- マルモのおきてスペシャル2014（2014年9月28日） - あけぼの文具お客様相談室社員・安藤祐作 役
- 新ナニワ金融道（2015年1月24日） - 郵便局員 役
- 残念な夫。 第6話（2015年2月18日） - ルフタホーム営業部社員 役
- ようこそ、わが家へ（2015年） - ナカノ電子部品社員 役
- リスクの神様 第1話・第7話（2015年7月8日・8月26日） - 記者A 役
- トレース～科捜研の男～ 第1話・第2話（2019年1月7日・14日） - 刑事 役
- 竜の道 二つの顔の復讐者 第1話（2020年7月28日、関西テレビ制作） - 斉藤一成 役
- 競争の番人 第1話（2022年7月11日） - 入賀建設社員 役[12]
- ONE DAY〜聖夜のから騒ぎ〜 第2話（2023年10月16日） - 桔梗の大学の後輩 役
- 水曜22時枠 全領域異常解決室 第5話（2024年11月6日、フジテレビ）[13] - 署員A 役

テレビ東京系
- 嬢王 Virgin（2009年） - クラブ『ミュゼルヴァ』常連客 役
- 嬢王3 〜Special Edition〜 第1話・第3話（2010年10月8日・22日） - 記者B 役
- 撮らないで下さい!!グラビアアイドル裏物語 第2話 - 最終話（2012年1月20日 - 4月6日、フジテレビ） - 運営スタッフ・山本啓之 役
- 潜入捜査アイドル・刑事ダンス 第3話（2016年10月23日） - 炎上マスター 役
- 勇者ヨシヒコと導かれし七人 第7話（2016年11月19日） - 記者 役
- サイレント・ヴォイス 行動心理捜査官・楯岡絵麻 Season1 第9話（2018年12月15日・BSテレ東） - 刑事1 役
- ドラマParavi つまり好きって言いたいんだけど、 第7話（2021年11月17日） - 映画助監督 役[14]

WOWOW
- 同期（2011年2月20日）
- 造花の蜜（2011年） - マスコミ1 役
- 天の方舟 第2回（2013年12月16日） - 記者 役
- ヒトヤノトゲ〜獄の棘〜（2017年） - 刑務官A 役
- 孤高のメス 第1話（2019年1月13日） - 救急隊員 役
- 頭取 野崎修平 第2話 - 第4話（2020年1月26日 - 2月9日） - 日雲商事社員 役
- オペレーションZ〜日本破滅、待ったなし〜 第4話（2020年4月5日） - 弁護士 役

BS TwellV
- カウンターのふたり シーズン1 第9話（2012年8月18日） - バーテンダー 役

時代劇専門チャンネル
- 時代劇法廷 第1回『被告人は服部半蔵』（2010年10月11日） - 黒子 役
  - 第2回『被告人は徳川慶喜』（2010年11月27日） - 黒子 役

### 配信ドラマ
- 進撃の巨人 ATTACK ON TITAN 反撃の狼煙（2015年8月15日、dTV） - 立体機動兵ヤクモ 役
- 銭形警部 真紅の捜査ファイル STORY03（2017年2月27日、Hulu） - 人質 役
- ボイス 110緊急指令室 Call Back（2019年、Hulu） - 交番警察官B 役
- 東京ラブストーリー（2020年、FOD・Amazon Prime Video） - 警察官 役

### 映画
- 恐怖（2010年7月10日、高橋洋監督、東京テアトル） - 助手 役
- グッモーエビアン!（2013年11月23日、山本透監督、ショウゲート） - 教師 役
- ボクたちの交換日記（2013年3月23日、内村光良監督、ショウゲート） - 芸人・Wバーガー 役
- 謝罪の王様（2013年9月28日、水田伸生監督、東宝） - マンタン王国市民 役
- かぐや姫の物語（2013年11月23日、高畑勲監督、東宝） - 貴族 役（声の出演）
- 進撃の巨人 ATTACK ON TITAN（2015年8月1日、樋口真嗣監督、東宝） - 立体機動兵ヤクモ 役
- S -最後の警官- 奪還 RECOVERY OF OUR FUTURE（2015年8月29日、平野俊一監督、東宝） - 海上保安官 役
- アンフェア the end（2015年9月5日、佐藤嗣麻子監督、東宝） - 刑事C 役
- 劇場霊（2015年11月21日、中田秀夫監督、松竹） - 警官 役
- スキャナー 記憶のカケラをよむ男（2016年4月29日、金子修介監督、東映） - 捜査一課刑事 役
- 亜人（2017年9月30日、本広克行監督、東宝） - 研究員 役
- 三度目の殺人（2017年9月9日、是枝裕和監督、東宝・ギャガ） - 裁判員 役
- 曇天に笑う（2018年3月21日、本広克行監督、松竹） - 町人 役
- いぬやしき（2018年4月20日、佐藤信介監督、東宝） - コメンテーター 役
- スマホを落としただけなのに（2018年11月2日、中田秀夫監督、東宝） - 貴族 役
- マスカレード・ホテル（2019年1月18日、鈴木雅之監督、東宝） - ドアマン 役
- 九月の恋と出会うまで（2019年3月1日、山本透監督、ワーナー・ブラザース映画） - 旅行代理店社員 役
- かぐや様は告らせたい〜天才たちの恋愛頭脳戦〜（2019年9月6日、河合勇人監督、東宝） - 警官 役
- 犬鳴村（	2020年2月7日、清水崇監督、東映） - 筑紫電力職員A 役

### CM
- イー・モバイル「ヤザワ総理篇」 - 記者役（2013年）
- トヨタ自動車 TOYOTOWN - Mr.ポ（ハトパパ）役（2013年〜）
- バンダイ キャラデコスペシャルデー - 父親役（2014）

### DVD
- ヒトコワ -ほんとに怖いのは人間- シリーズ3『ずっと一緒に』 - 吉田幸太郎役

### 情報バラエティー
- 行列のできる法律相談所 #403 - 『夫婦間の暴力』再現VTR（2011年11月27日）
- ジェネレーション天国 ＃1〜 - 創世記バナナ世代　再現VTR　メインレギュラー（2013年）
- ニンゲン観察バラエティ モニタリング - 仕掛け人役（2013年）
- 情報プレゼンター とくダネ!（2013年） - 土下座再現　部下役
- 朝ズバッ!（2014年） - 再現VTR　詐欺師役

### その他
- MV AKB48「ハート・エレキ」（2013年） - TVクルー 音声役
- タモリ倶楽部内コーナー「空耳アワー」空耳VTR出演者